# Pamela Bellwood
Pamela Bellwood (* 26. Juni 1951 in New York City als Pamela King) ist eine US-amerikanische Schauspielerin.

## Leben
Sie wirkte schon in den frühen 1970er-Jahren als Gastdarstellerin in Fernsehserien wie z. B. Mannix, Baretta und Cannon mit, bevor sie 1976 in dem Film Zwei Minuten Warnung ihre erste größere Rolle übernahm. Von 1977 bis 1980 spielte sie in einigen Fernsehfilmen wie z. B. Verschollen im Bermuda-Dreieck, Crazy Family – Eine total verrückte Familie oder Geheimsache Hangar 18 mit. Neben ihrer Hauptrolle als „Claudia Blaisdel“ in Der Denver-Clan spielte Pamela Bellwood in den 1980er-Jahren auch in etlichen Serien und Filmen mit, u. a. in Mord ist ihr Hobby oder Die unglaubliche Geschichte der Mrs. K. 1988 war sie in dem Horrorfilm Underground Werewolf zu sehen. Seit ihrem Ausstieg aus Der Denver-Clan tritt sie seltener auf. Nur gelegentlich wirkt sie noch in Filmen mit, wie z. B. 1997 in der Fernsehproduktion Orchideen für eine Leiche.
Die US-amerikanische Ausgabe des Magazins Playboy widmete Bellwood im Heft April 1983 eine Fotostrecke.

## Filmografie (Auswahl)
- 1970–1975: Mannix (Fernsehserie, 2 Episoden)
- 1975: Baretta (Fernsehserie)
- 1975: Cannon (Fernsehserie)
- 1976: Zwei Minuten Warnung (Two-Minute Warning)
- 1977: Serpico (Fernsehserie)
- 1977: Verschollen im Bermuda-Dreieck (Airport ’77)
- 1980: Crazy Family – Eine total verrückte Familie (Serial)
- 1980: Geheimsache Hangar 18 (Hangar 18)
- 1981: Die unglaubliche Geschichte der Mrs. K. (The Incredible Shrinking Woman)
- 1981–1986: Der Denver-Clan (Dynasty) (Fernsehserie, 119 Episoden)
- 1983: Die Sünde der Schwester (Baby Sister) (Fernsehfilm)
- 1983: Zwei Leichen beim Souper (Sparkling Cyanide) (Fernsehfilm)
- 1988: Underground Werewolf (Cellar Dweller)
- 1989–1994: Mord ist ihr Hobby (Murder, She Wrote) (Fernsehserie, 2 Episoden)
- 1997: Orchideen für eine Leiche (Heartless) (Fernsehfilm)
- 2012: Criminal Minds (Fernsehserie, Staffel 8 Folge 19)